# Osman I
Osman I (turc otomà: عثمان بن أرطغرل; turc: Osman Gazi, Osman Bey, I.Osman o Osman Sayed II) (1258-1326) va ser cabdill de la tribu turca dels Kayı i el fundador de la dinastia que va establir i governar l'Imperi Otomà. L'imperi, que va rebre el seu nom, es convertiria en una potència mundial durant sis segles.

## Accés al tron
Després de la derrota del Soldanat de Rum en 1243 pels mongols en la batalla de Köse Dağ els beilicats d'Anatòlia, petits emirats turcs d'Anatòlia vassalls del soldanat començaren a independitzar-se i a expandir-se cap a l'oest d'Anatòlia i lluitar contra l'Imperi Romà d'Orient o entre si. La base dels turcs otomans a Söğüt era propícia, ja que a l'est l'opulent Imperi Romà d'Orient començava a decaure i a l'oest els estats musulmans eren delmats per les invasions mongoles. El mateix any del naixement d'Osman, el 1258, Bagdad va ser saquejada per Hulagu Khan.
El 1281 va succeir el seu pare, Ertuğrul Gazi, com a cabdill de la tribu turca dels Kayı, establerta a Eskisehir i que pertanyia a l'horda turca dels oghuz. El 1299 va declarar la independència del seu petit regne respecte als turcs seljúcides. Les invasions dels mongols des de l'oest havien fet que molts turcs es refugiessin al principat d'Osman, i aquest va aprofitar el potencial demogràfic per abandonar la vida seminòmada de la seva tribu i consolidar-se com un poder emergent.

## Orígens de l'Imperi

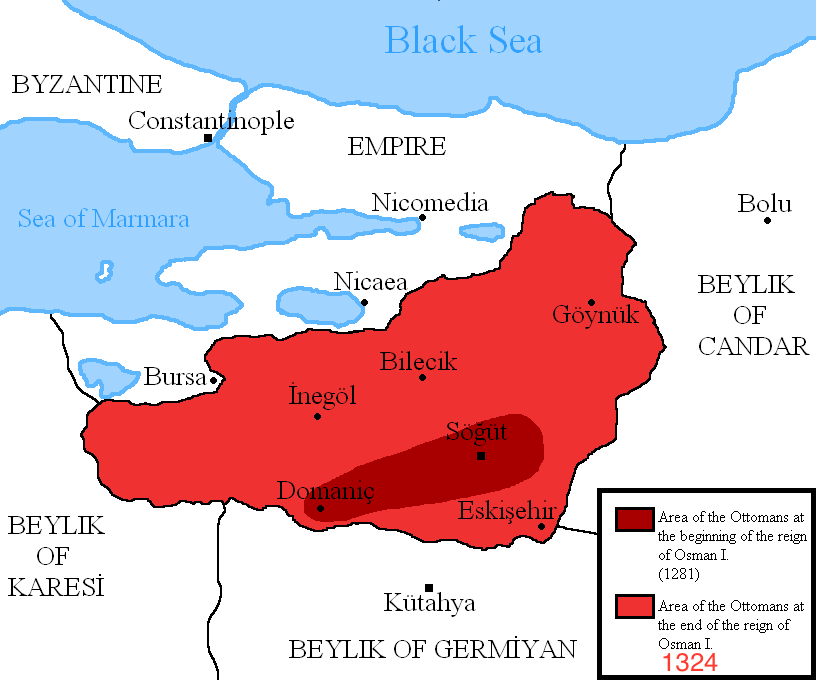
El beilicat d'Osman-oğhlu d'Osman I

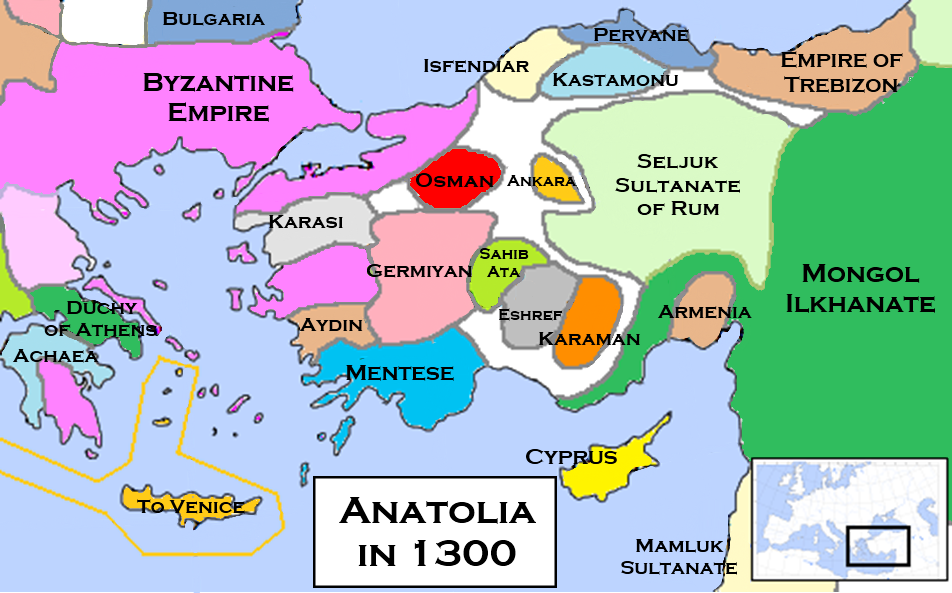
El Sultanat de Rûm en declivi, vassall dels Mongols, i els beyliks emergents al voltant de 1300

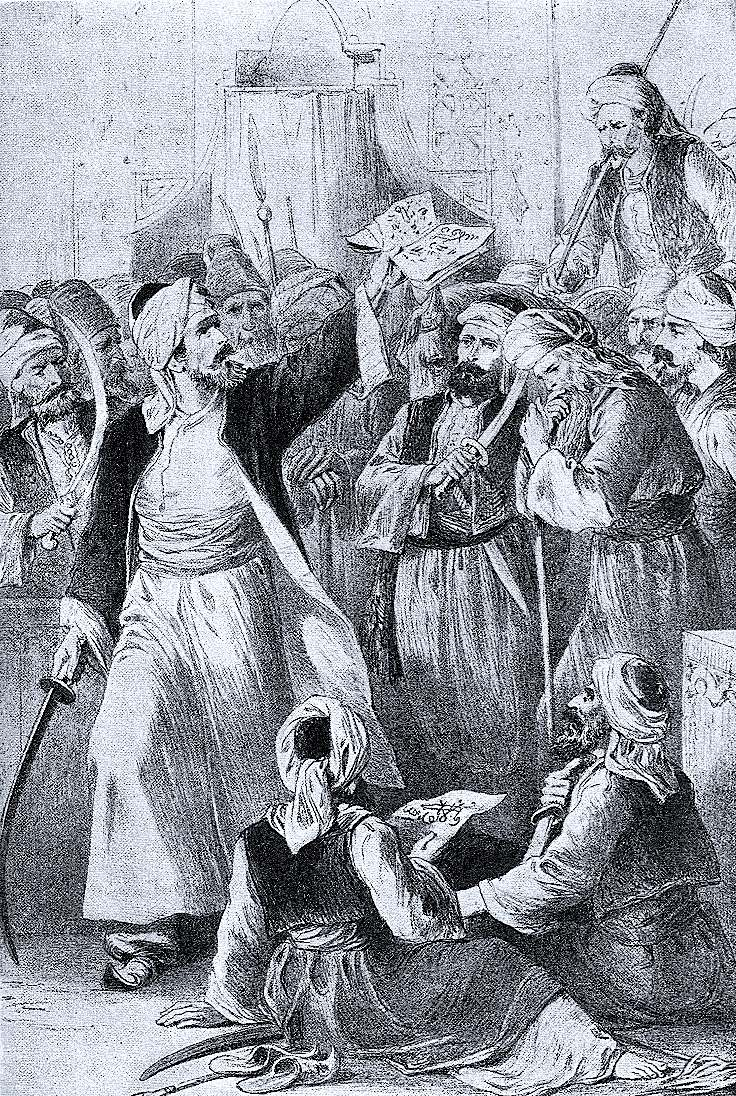
Osman fent un discurs als guerrers Ghazi

Osman va esdevenir cap de la tribu, o bei del beilicat d'Osman-oğhlu, a la mort del seu pare el 1281. Als vint-i-quatre anys, ja havia demostrat habilitats com a líder i guerrer. Als seus dominis s'hi van concentrar refugiats que fugien dels mongols, i mercenaris que pretenien participar en el saqueig dels botins que oferia el decandent Imperi Romà d'Orient.
Després d'establir el beilicat va haver de lluitar contra els romans d'Orient i contra els beilicats turcmans que s'oposaven al seu domini, especialment el beilicat dels germiyànides. Amb la decadència del soldanat de Rum Osman es va centrar en l'expansió a Bitínia a costa dels romans d'Orient i cap al 1286 va avançar cap a Kulacahisar al capdavant d'una força militar de tres-cents i va aconseguir conquerir-lo estenent els seus dominis cap al nord cap a la proximitat del llac İznik, provocant la reacció del governador de Kulacahisar i el governador de Karacahisar, sent derrotats pels otomans entre Bilecik i İnegöl en 1288. Osman va fer de la seva nova ciutat una base de les seves campanyes militars contra els romans d'Orient, i poc després va assaltar i saquejar els petits emirats amb seu als forts de Göynük i Yenice Taraklı al camí de Nicea.
Andrònic II Paleòleg es va interessar molt per preservar les terres anatòliques de l'Imperi Romà d'Orient i va ordenar la construcció de forts a l'Àsia Menor, l'entrenament vigorós de l'exèrcit, de menor qualitat que en els temps de la dinastia dels Comnens i format per mercenaris alans que havien fugit dels tàrtars, i que la seva cort fos traslladada a Anatòlia per supervisar des d'allà les campanyes del seu general Aleix Filantropè havia de fer retrocedir els turcs, però aquest es va revoltar en 1295 i fou deposat, acabant amb les campanyes. En 1298 caigueren Bilecik i Yarhisar. Després, Osman i diversos dels seus homes es van fer càrrec de totes les ciutats i pobles que envolten İnegöl, abans de assetjar el propi fort i prendre-lo amb facilitat en 1299, tallant les comunicacions terrestres entre Bursa, Nicea i Constantinoble, permetent als otomans assetjar infructuosament Nicea el 1301.
El 27 de juliol del 1302, després d'infligir una contundent derrota a l'exèrcit romà d'Orient del fill d'Andrònic, Miquel IX, i del general romà Jordi Muzaló es va produir a Magnèsia i en la batalla de Bafeu, en les proximitats de Nicea, Osman va començar a situar les seves forces a la frontera amb l'Imperi Ortodox. Les zones frontereres van ser poblades per grans nombres d'emigrants, liderats per guerrers ghazi (lluitadors de l'islam) i erudits musulmans. Osman va dividir les terres conquerides entre els seus familiars i líders de l'exèrcit establint l'hegemonia islàmica i acabant l'era romana d'Orient a les seves noves àrees, donant Eskişehir al seu germà Gündüz bey, Karacahisar al seu fill Orhan, Yarhisar a Hasan Alp i İnegöl a Turgut Alp.
Andrònic no va poder enfrontar-se als otomans en una batalla oberta i va intentar una aliança amb l'Il-kanat de Pèrsia, que controlava el centre i l'est d'Anatòlia. Però Mahmud Ghazan després de la invasió de 1299 on l'exèrcit del Soldanat Mameluc va patir una derrota massiva en la batalla de Wadi al-Khazandar prop de Ḥimṣ els mamelucs es preparaven per la revenja i el 20 d'abril de 1303 en la batalla de Marj as-Suffar els mamelucs van guanyar un victòria decisiva que va tenir un gran cost a Ghazan i va deteriorar la seva salut, fins que va morir el 17 maig 1304 eliminant qualsevol esperança d'una aliança romanomongola i va permetre als otomans continuar amb les seves conquestes.
Andrònic va tornar a intentar donar un cop decisiu als turcs, contractant la Gran Companyia Catalana liderada per Roger de Flor, que entre la primavera i l'estiu de 1303 va aconseguir aixecar el setge de Filadelfia del beilicat dels germiyànides després de la batalla d'Àulax, provocant una gran destrucció del paisatge anatolià. Un cop més aquests guanys es van veure frustrats per qüestions internes. Roger de Flor va ser assassinat i, en venjança, la seva companyia va començar a saquejar el camp d'Anatòlia. Quan finalment van marxar el 1307 per atacar la Tràcia romana d'Orient els otomans van començar a bloquejar fortaleses clau a Àsia Menor aprofitant les nombroses divisions entre els seus oponents, i davant la creixent influència osmanli i islàmica, els romans d'Orient van anar abandonant les planes d'Anatòlia i es concentraren a les poblacions costaneres. Osman I ràpidament esdevingué suficientment poderós per rivalitzar amb el beilicat de Karaman-oğhlu, que fins aleshores havia estat el més poderós. Osman continuà el seu avanç i l'Imperi no va poder fer-li front i es va sentir lliure d'expandir-se a costa dels romans d'Orient, al mateix temps que el Soldanat de Rum s'anava debilitant lentament, i quan Masud III va morir el 1308 els Beilicats d'Anatòlia van emergir com a estats independents.
Un cop assegurades les seves fronteres del nord arribant al mar Negre i Mar de Màrmara cap al 1308, Osman va dirigir la seva atenció cap a les fronteres sud del seu beilicat. Així, va atacar les ciutats, pobles i fortaleses romanes d'Orient que envoltaven la ciutat de Yenişehir preparant-se per conquerir-la. Osman va enviar una gran campanya a la fortalesa de Yāvandhisar i la va annexionar i a continuació va atacar Yenişehir, que prendre amb facilitat i la va convertir en la seva capital temporal després de fortificar i enfortir les seves defenses. Poc després, Osman va començar a enviar més campanyes contra les ciutats romanes d'Orient restants conquerint diverses fortaleses com Lefke, Akhisar, Koçhisar, Yenicehisar, Marmaracık i Köprühisar formant un cinturó de seguretat al voltant de Yenişehir per evitar qualsevol invasió.
Els beilicat de Sahipataoğulları i el beilicat d'Hamit-oğlu en 1314 es declararen aliats de l'Il-kanat i concentraren els seus atacs vers occident, i l'increment de poder dels beilicats que inicialment li eren vassalls reduí Germiyan a una situació d'isolació sense accés al mar, que l'ofegà econòmicament pressionats pel poderós Beilicat dels karamànides a l'est, i va caure gradualment sota la creixent influència dels otomans.
La Guerra civil romana d'Orient del 1321-1328 esclatà per la decisió d'Andrònic d'apartar el seu net Andrònic de la línia successòria després que el seu comportament decadent i els seus amics de la noblesa acabés amb la mort accidental del seu germà Manuel i, com a resultat, la mort de pena del seu pare Miquel. El jove es negà a acceptar aquest decret i juntament amb els seus partidaris s'alçà en rebel·lió contra el seu avi i l'esclat del conflicte obligà Andrònic II a avortar la campanya que preparava contra la Gran Companyia Catalana dels almogàvers establerts a Atenes. Després de set anys de guerra intermitent, aconseguí arrabassar-li el tron al seu avi, però els autèntics guanyadors foren les potències veïnes, car l'Imperi Romà d'Orient sortí molt afeblit del conflicte, i la darrera campanya d'Osman, abans de la seva mort natural als 68 anys, va ser contra la ciutat romana d'Orient de Bursa, que es va allargar durant anys perquè els otomans no havien capturat cap ciutat abans i no tenien ni experiència ni maquinària de setge. Osman no participà personalment a la batalla, però la captura de Bursa en 1326, resultaria molt important pel futur de l'imperi, ja que la ciutat serviria en el futur com a base contra els romans d'Orient de Constantinoble, i el seu fill i successor Orhan la convertiria en capital otomana.

## Literatura sobre Osman
Els escriptors orientals coincideixen a lloar la bellesa física d'Osman, i l'extraordinària força i llargària del seu braç. Com el rei persa Artaxerxes Longimanus, Liu Bei dels Tres Regnes o Siddharta Gautama, es diu que els braços d'Osman li arribaven als genolls estant dempeus.
Tenia cabell, barba i celles negres, i d'aquí durant la seva joventut era anomenat Kara ("negre") Osman. Sovint és descrit com un genet de gran habilitat i gràcia, i segons els relats solia portar un turbant de tela blanca al voltant d'un centre vermell.
Les llegendes de la seva joventut és un dels temes recurrents dels escriptors orientals, especialment la seva història d'amor amb la bella Mal Hatun. Els relats sovint són exagerats i presenten una versió molt idealitzada del fundador de l'imperi.
Els historiadors otomans també van donar molta importància al seu nom, que literalment significa "trenca-ossos" i al que atribuïren un significat profètic que presagiava les futures conquestes de l'imperi. També és el nom d'una espècie de voltor (trencalòs) que era considerat símbol de poder i reialesa.